# Midnight's Children (film)
Pour l’article homonyme, voir Midnight's Children.
Pour plus de détails, voir Fiche technique et Distribution.
Midnight's Children est un film britannico-canadien réalisé par Deepa Mehta, sorti en 2012.
Il s'agit de l'adaptation par Salman Rushdie de son roman Les Enfants de minuit, publié en 1981.

## Synopsis
L'histoire de deux enfants nés au moment de l'indépendance de l'Inde en 1947.

## Fiche technique
- Titre : Midnight's Children
- Réalisation : Deepa Mehta
- Scénario : Salman Rushdie, d'après son roman Les Enfants de minuit (Midnight's Children)
- Photographie : Giles Nuttgens (en)
- Montage : Colin Monie
- Décors :
- Costumes :
- Son :
- Musique :
- Production : David Hamilton, Doug Mankoff, Steven Silver, Neil Tabatznik et Andrew Spaulding
- Sociétés de production : Relativity Media
- Pays d’origine :  Canada et  Royaume-Uni
- Langue originale : anglais, hindi et ourdou
- Format : couleur — 35 mm — 2,35:1 — son Dolby numérique
- Genre : drame
- Durée : 148 minutes
- Dates de sortie :
  - États-Unis : 29 août 2012 (Festival du film de Telluride 2012)
  - Canada : 9 septembre 2012 (Festival international du film de Toronto 2012)
  - Royaume-Uni : 26 décembre 2012

## Distribution
- Shriya Saran : Parvati
- Satya Bhabha : Saleem Sinai
- Siddharth Narayan : Shiva
- Darsheel Safary : Saleem Sinai (jeune)
- Anupam Kher : Ghani
- Shabana Azmi : Naseem
- Seema Biswas : Mary
- Charles Dance : William Methwold
- Samrat Chakrabarti : Wee Willie Winkie
- Rajat Kapoor : Aadam Aziz
- Soha Ali Khan : Jamila
- Rahul Bose : Zulfikar
- Anita Majumdar : Emerald
- Shahana Goswami : Amina
- Chandan Roy Sanyal : Joseph D'Costa
- Ronit Roy : Ahmed Sinai
- Kulbhushan Kharbanda : Picture Singh
- Shikha Talsania : Alia
- Zaib Shaikh : Nadir Khan
- Sarita Choudhury : The Lady
- Vinay Pathak : Hardy
- Kapila Jeyawardena : Governor
- Ranvir Shorey : Laurel
- Suresh Menon : Field Marshall
- Rajesh Khera

## Distinctions

### Récompenses
- Festival international du film de Valladolid 2012 : Prix de la meilleure photographie pour Giles Nuttgens (sélection officielle)
- Prix Écrans canadiens 2013 : 
  - Meilleur scénario adapté pour Salman Rushdie
  - Meilleure actrice dans un second rôle pour Seema Biswas

### Nominations
- Festival du film de Telluride 2012 : sélection officielle
- Festival international du film de Toronto 2012 : sélection « Gala Presentations »
- Festival international du film de Calgary 2012 : sélection officielle
- Festival international du film de Vancouver 2012 : sélection officielle
- Festival du film de Londres 2012 : sélection officielle
- Festival international du film du Kerala 2012 : sélection officielle

- Festival du film de Sydney 2013 : sélection « Features »
- Prix Écrans canadiens 2013 : 
  - Meilleur film
  - Meilleure réalisatrice pour Deepa Mehta
  - Meilleure photographie pour Giles Nuttgens
  - Meilleurs décors
  - Meilleur son
  - Meilleurs effets visuels